# Загородный парк (Самара)
Центральный парк культуры и отдыха им. М.Горького (Загородный парк) — самый большой парк в городе Самара, государственный памятник природы местного значения.
Парк площадью 42,4 гектаров располагается между берегом реки Волги и Ново-Садовой улицей. Территориальная уникальность данного парка в том, что отдыхающие люди могут спуститься к реке и насладиться прекрасным видом на Жигулевские горы (к слову для этого придется преодолеть 178 ступенек).
Парк имеет научно-познавательное, культурное, рекреационное значение. Здесь произрастают дубы в возрасте 100 и более лет, сохранились редкие виды растений, всего более 7000 деревьев и 30000 кустарников. На территории парка расположен памятник археологии федерального значения (стоянка, поселение VIII—IX вв. н. э.). В парке работают кафе, аттракционы, школа верховой езды, зимой горнолыжная и сноубордистская трасса[уточнить]. По соседству с парком расположена тренировочная база "Крылья Советов".

## Основание
Загородный парк был открыт 6 июля 1932 года на месте бывшей купеческой усадьбы. В этот же день «Волжская коммуна» сообщила в своих новостях, что в Самаре «Открылась Центральная база культуры и отдыха». Проект планировки парка разработали архитекторы В. И. Долганов и Н. Т. Варенцов.
По генплану «Большой Куйбышев» Загородный парк должен был занимать территорию в 5 раз больше - от оврага Подпольщиков до улицы Советской Армии, но так и остался в тех границах, в которых был открыт в 1932 г..

## Сведения о парке

### Аттракционы
На территории Загородного парка можно прокатиться на советских аттракционах, которые можно встретить практически в любом парке России.
- Орбита
- Колесо обозрения
- Веселые горки
- Сюрприз

Все они работают в летний период в рабочие часы парка 11.00-20.00, выходной - понедельник.
В центральной части парка расположились:
- Комната смеха образца СССР, можно поесть шашлык и посмеяться над кривыми отражениями, работает в летнее время.
- Веревочный парк "Тарзания": пять маршрутов для детей от 2 лет, школьников и взрослых. Безопасный активный отдых для всей семьи. Разнообразные этапы веревочного парка на высоте от 3 до 7 метров. Ковер-самолет, велосипед, сноуборд, воздушные мосты, тарзанки - незабываемое приключение для всей семьи. Парк "Тарзания" работает круглый год. Зимой можно согреться в уютном теплом Домике на Дереве. Возможно проведение семейных и корпоративных праздников на свежем воздухе.
- Живой уголок на территории парка "Тарзания" , который работает с мая по сентябрь.  Животные и птицы, многих из которых можно покормить и потрогать.

В летнее время вся центральная аллея изобилует всевозможными тирами, метательными стойками, точками продажи сахарной ваты, кукурузы, попкорна и всякой всячиной, которую так любят дети.

### Благоустройство
При входе в парк находится кафе "Островок", в прошлом эстрада, в котором много развлечений для самых маленьких с паровозиками, качелями, лабиринтом. В центре парка кафе "Олимпийская деревня" (шашлык, кофейня, открытые беседки, детские аттракционы, где можно оставить детей и посидеть немного под дубами), которое работает круглый год, в зимнее время  на территории устанавливается теплая юрта.
В 2003 году депутаты Губернской Думы Самарской области совместно с ветеранами Великой Отечественной войны заложили аллею ветеранов ВОВ.

### Пляж

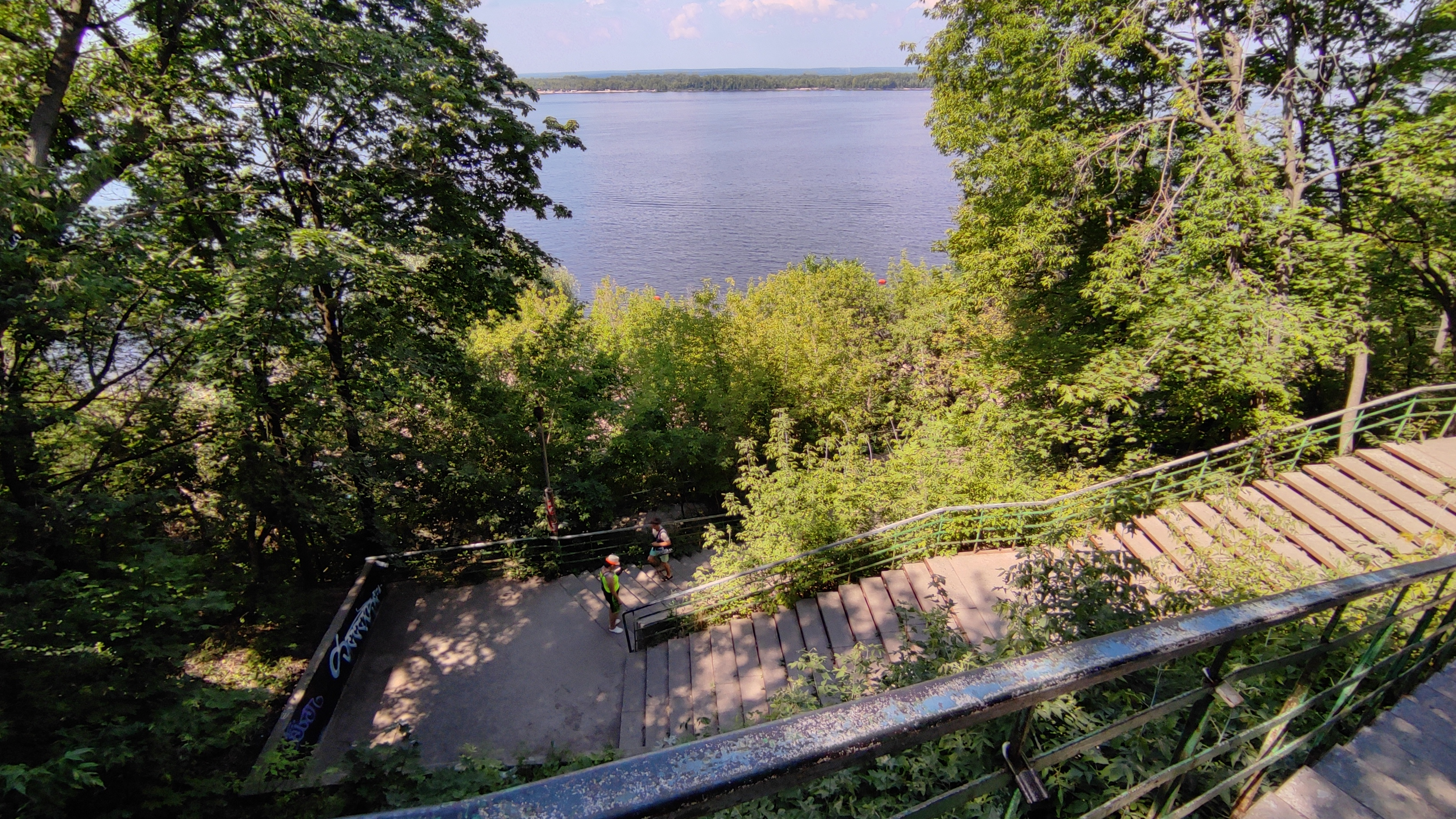
Лестница, ведущая на берег Волги, в Загородном парке

В 2012 году были проведены работы по очистке пляжа, был  завезен песок. В купальный сезон устанавливается вышка спасателей, кабинки для переодевания. Из парка на пляж ведёт лестница.

## Конфликты
- 2006 г. ООО «Аттракцион» требует через арбитражный суд продать ему Загородный парк на основании принадлежности фирме зданий и строений, расположенных на его территории общей площадью 3130,8 кв.м. Иск «Аттракциона» был удовлетворен и в результате фирма выкупила земельный участок, более чем в 100 раз превышающий фактически используемую этим обществом площадь.[2] Государственная регистрация права собственности была проведена 24 октября 2006 года, после чего тут же последовало отчуждение земельного участка в собственность ООО «Авеню-Риэлт», право которого было зарегистрировано 31 октября 2006 года.
- 13 марта 2007 года одиннадцатый арбитражный апелляционный суд вынес постановление о признании недействительной государственной регистрации права собственности ООО «Аттракцион» и ООО «Авеню-Риэлт» на земельный участок площадью 375 315 м², представляющий собой территорию Центрального парка культуры и отдыха им. М. Горького.[3] 90 процентов земли парка были возвращены в государственную собственность.